# كلاوديو غراف
كلاوديو غراف (بالإسبانية: Claudio Graf)‏ (31 يناير 1976 بباهيا بلانكا في الأرجنتين - ) هو لاعب كرة قدم أرجنتيني في مركز الهجوم. لعب مع إنديبندينتي وبانفيلد وتشاكاريتا جيونيورز وجيمناسيا لابلاتا وكولو-كولو وكيلمس ونادي أتليتيكو كولون ونادي تيكوس ونادي راسينغ ونادي لانوس ونادي ليتكس لوفتش وتيبورونيس روخوس دي فيراكروز وصقارية سبور ‏ وليجا دي كويتو وLiniers de Bahía Blanca ‏ وسان مارتين دي سان خوان.

## وصلات خارجية
- كلاوديو غراف على موقع اتحاد تركيا (لاعب) (الإنجليزية)
- كلاوديو غراف على موقع إي إس بي إن إف سي (الإنجليزية)
- كلاوديو غراف على موقع قاعدة بيانات كرة القدم.إي يو (الإنجليزية)
- كلاوديو غراف على موقع Soccerway.com (الإنجليزية)